# コリー・リー (捕手)
コリー・ブライアン・リー（Korey Bryan Lee, 1998年7月25日 - ）は、 アメリカ合衆国カリフォルニア州サンディエゴ郡エスコンディード出身のプロ野球選手（捕手）。右投右打。MLBのシカゴ・ホワイトソックス所属。

## 経歴

### プロ入りとアストロズ時代
2019年のMLBドラフト1巡目（全体32位）でヒューストン・アストロズから指名され、プロ入り。契約後、傘下のA-級トリシティ・バレーキャッツでプロデビュー。64試合に出場して打率.268、3本塁打、28打点、8盗塁を記録した。
2020年は新型コロナウイルスの影響でマイナーリーグの試合が開催されなかったため、公式戦の出場は無かった。
2021年はA+級アッシュビル・ツーリスツ、AA級コーパスクリスティ・フックス、AAA級シュガーランド・スキーターズでプレーし、3球団合計で88試合に出場して打率.277、11本塁打、45打点、4盗塁を記録した。オフにはアリゾナ・フォールリーグに参加し、グレンデール・デザートドッグスに所属した。
2022年は開幕をAAA級シュガーランド・スペースカウボーイズで迎え、7月1日にメジャー契約を結んでアクティブ・ロースター入りした。同日のロサンゼルス・エンゼルス戦にて代打で出場してメジャーデビューすると、2安打1打点を記録した。

### ホワイトソックス時代
2023年7月28日、ケンドール・グレーブマンとのトレードでシカゴ・ホワイトソックスへ移籍した。
2024年は、マックス・スタッシの故障者リスト入りに伴って3月25日にメジャー昇格し、開幕ロースター入りを果たした。

## プレースタイル
打撃では天性のパワーを売りとしている。捕手として本格的に出場したのは大学時代の途中からだが、経験と共に守備力は身につくだろうと予測されている。また、強肩の持ち主でもある。

## 詳細情報

### 年度別打撃成績
| 年 度    | 球 団    | 試 合 | 打 席 | 打 数 | 得 点 | 安 打 | 二 塁 打 | 三 塁 打 | 本 塁 打 | 塁 打 | 打 点 | 盗 塁 | 盗 塁 死 | 犠 打 | 犠 飛 | 四 球 | 敬 遠 | 死 球 | 三 振 | 併 殺 打 | 打 率 | 出 塁 率 | 長 打 率 | O P S |
| -------- | -------- | ----- | ----- | ----- | ----- | ----- | -------- | -------- | -------- | ----- | ----- | ----- | -------- | ----- | ----- | ----- | ----- | ----- | ----- | -------- | ----- | -------- | -------- | ----- |
| 2022     | HOU      | 12    | 26    | 25    | 1     | 4     | 2        | 0        | 0        | 6     | 4     | 0     | 0        | 0     | 0     | 1     | 0     | 0     | 9     | 1        | .160  | .192     | .240     | .432  |
| 2023     | CWS      | 24    | 70    | 65    | 4     | 5     | 1        | 0        | 1        | 9     | 3     | 0     | 0        | 0     | 0     | 5     | 0     | 0     | 20    | 0        | .077  | .143     | .138     | .281  |
| 2024     | CWS      | 125   | 394   | 377   | 36    | 79    | 14       | 1        | 12       | 131   | 37    | 6     | 3        | 0     | 0     | 17    | 0     | 0     | 122   | 12       | .210  | .244     | .347     | .591  |
| MLB：3年 | MLB：3年 | 161   | 490   | 467   | 41    | 88    | 17       | 1        | 13       | 146   | 44    | 6     | 3        | 0     | 0     | 23    | 0     | 0     | 151   | 13       | .188  | .227     | .313     | .540  |

- 2024年度シーズン終了時

### 年度別守備成績
| 年 度 | 球 団 | 捕手（C） | 捕手（C） | 捕手（C） | 捕手（C） | 捕手（C） | 捕手（C） | 捕手（C） | 捕手（C） | 捕手（C） | 捕手（C） | 捕手（C） |
| 年 度 | 球 団 | 試 合     | 刺 殺     | 補 殺     | 失 策     | 併 殺     | 守 備 率  | 捕 逸     | 企 図 数  | 許 盗 塁  | 盗 塁 刺  | 阻 止 率  |
| ----- | ----- | --------- | --------- | --------- | --------- | --------- | --------- | --------- | --------- | --------- | --------- | --------- |
| 2022  | HOU   | 12        | 73        | 0         | 1         | 0         | .986      | 2         | 4         | 4         | 0         | .000      |
| 2023  | CWS   | 23        | 170       | 11        | 4         | 0         | .978      | 2         | 26        | 19        | 7         | .269      |
| 2024  | CWS   | 113       | 824       | 33        | 4         | 4         | .995      | 9         | 103       | 78        | 25        | .243      |
| MLB   | MLB   | 148       | 1067      | 44        | 9         | 4         | .992      | 13        | 133       | 101       | 32        | .241      |

- 2024年度シーズン終了時

### 背番号
- 38（2022年）
- 26（2023年 - ）